# Forschungsstelle Glasmalerei des 20. Jahrhunderts
Die Forschungsstelle Glasmalerei des 20. Jahrhunderts ist eine Einrichtung zur flächendeckenden Erfassung, Sammlung, Dokumentation und wissenschaftlichen Aufarbeitung der Glasmalkunst vor allem des 20. Jahrhunderts, aber auch älterer Werksnachweise.
Die als eingetragener Verein mit Sitz in Mönchengladbach agierende Forschungseinrichtung, gegründet 1993 von dem Ehepaar Ernst und Annette Jansen-Winkeln, pflegt eine eigene Webseite zu den bisher erfassten Glasmalern und ihren Werken in Deutschland – bisher vor allem in Nordrhein-Westfalen, Rheinland-Pfalz und Saarland – sowie in den Niederlanden und in Luxemburg. Anfang 2023 waren rund 150.000 Glaskunstwerke in etwa 10.000 Gebäuden erfasst, darunter insbesondere Zeichnungen, Aufmaße und Fotos von kirchlichen Bauwerken, aber auch Archivalien wie Rechnungs- und andere Belege sowie Zeitungsartikel und weiterführende Literatur.
Zu weiteren, interdisziplinären Forschungen wurde 2016 die Stiftung Europäische Akademie für Glasmalerei angegliedert mit Sitz in Mönchengladbach, Winkeln 66.

## Schriften (Auswahl)
- Europäische Glasmalerei – Denkmal- oder Kulturschutz? Kulturgutschutz in Politik und Gesellschaft von der EU bis in die Region am Beispiel der Glasmalerei. Bericht der Tagung vom 9. April 2018 in Mönchengladbach. Europäische Akademie für Glasmalerei – Stiftung, Mönchengladbach [2018]; Inhaltsverzeichnis
- Verfall oder Ewigkeit? Christliche Kultur – Analyse – Neuorientierung. Wie stehen wir und die Kirche zu unserer Kultur und wie können und wollen wir damit umgehen?  Gesprächskreis am 11.10.2021 im Haus der europäischen Akademie für Glasmalerei in Mönchengladbach, Winkeln 66 (= Das Münster, Supplement), Konferenzschrift. Schnell & Steiner, Regensburg [2022]; Inhaltsverzeichnis